# 寄合衆内談の事
寄合衆内談の事（よりあいしゅうないだんのこと）とは、延元3年(1338年)に肥後の豪族菊池武重が制定した文書である。
当時は南北朝時代の騒乱時で、菊池氏は南朝であったが、徐々に形勢が北朝方有利に傾きつつあった。他氏でも、一族が敵味方に分かれている例が多数あり、状況の不利を悟って北朝方に降りる例も見られた。これらの事態に、自分の死後も菊池一族の結束を守るために制定したものである。
一族の方針は寄合衆と呼ばれる有力庶子家と合議して決め、その決定には惣領と言えども従わなければならないとされ、一族が血判をして同意している。
他国との関係を左右する大事な事は当主が決定するが、国内（菊池氏が治める領地）のことは合議によるものとし、当主と意見が対立した場合は当主が折れるとしている。一族の結束のための菊池氏家憲であり、武重の血判も押されてある。
血判文書としては最古のもので、菊池千本槍とともに現在も熊本県の菊池神社に保存されている。